# محمود أحمد السيد
محمود أحمد السيّد آل المدرس (14 مارس 1903 - 10 ديسمبر 1937) كاتب روائي وصحفي ومترجم عراقي. يعتبر رائد الرواية العربية في العراق في نفس الوقت الذي كان محمود تيمور رائداً بمصر. وأولع بالأدب التركي الحديث فترجم إلى العربية قصص جلال نوري وضياء كوك ألب وغيرهم وتأثر بآراء أدباء تركية المجدّدين. كانت أولى أعماله رواية قصيرة بعنوان في سبيل الزواج أصدرها في آذار 1921. وكان إلى جانب محمود تيمور في مصر فكلاهما مهمين حيث يتم تدريسهم في مرحلة السادس الاعدادي في العراق لما لهم من أهمية في التاريخ الحديث 

## حياته
ولد محمود بن أحمد بن عبد الفتاح بن عبد الحميد بن إبراهيم آل وريّد،‌ في بغداد يوم 14 مارس 1903 ونشأ في جو ديني إذ ينتمي إلى أسرة دينية. كان أبوه مدرساً بجامع الحيدرخانة وإماماً لجامع الشيخ عبد القادر الكيلاني وكان جدّه من رجال الدين أيضا. وقد درس محمود أحمد في المدرسة السلطانية. تخرّج سنة 1918 فعيّن في دائرة الري بالهندية، لكنه لم يلبث أن ترك عمله بعد أشهر وسافر إلى الهند في 1919 وأمضى فيها سنة واحدة. 

عاد إلى بغداد في‌ يوليو 1920 وأخذ بالكتابة في جريدة الشرق. ثم أقبل على تحرير المقالات والنبذ والقصص ونشر كتاباته في الصحف كجريدة العراق والعالم العربي والاستقلال ومجلة اليقين والمصباح والصحيفة والمعرض والحديث والحاصد إلخ. 

عيّن كاتبا في وزارة الداخلية في ديسمبر 1920. ونقل مديراً لتحرير لواء الديوانية في نوفمبر 1923 وعاد إلى بغداد مديراً للتحرير في أمانة العاصمة في سبتمبر 1923. وأصبح بعد ذلك سكرتيراً للبلديات في وزارة الداخلية في‌ يونيو 1931 ثم سكرتيراً لمجلس النواب في مارس 1933 حتى وفاته. 

وقصد القاهرة للاستشفاء من مرض عضال ألمّ به فتوفّي بها في 10 ديسمبر 1937.

## مؤلفاته
| إن قصص محمود أحمد تزخر بالمعاني الإنسانية والصور الاجتماعية وتدعو إلى النهضة والإصلاح. ومذهبه في القصة المذهب الواقعي الذي يسلط الضوء على المجتمع العراقي في العقدين الثاني والثالث من القرن العشرين، ذلك المجتمع الذي يمّر بطور الانتقال والتحوّل ويضيق بالتناقضات والترسبّات القديمة ويقرن التحفّز والجرأة وعدم المبالاة بالتحفظ والانجماد والتمّسك بأهداب التقاليد والشناشن البالية. |
| —مير بصري |

- في سبيل الزواج: 1921.
- مصير الضعفاء:‌ 1922.
- النكبات: 1922.
- السّهام المتقابلة: مع عوني بكر صدقي، 1922
- هياكل الجهل: 1923.
- القلم المكسور: 1923.
- جلال خالد: 1928.
- الطلائع: 1929
- في ساع من الزمن: 1935.

وله آثار أخرى نشرت في الصحف والمجلات منها: عندما تغرب الشمس وسواها من القصص المنقولة عن التركية.